# Vingt Ans après (bande dessinée)
Pour les articles homonymes, voir Vingt Ans après (homonymie).
Vingt ans Après est un album de bande dessinée belge écrit par Jean Van Hamme et dessiné par Dany. Il fait suite à Histoire sans héros, paru vingt ans auparavant.

## Synopsis
Plusieurs survivants du premier album disparaissent dans des conditions dramatiques. Ils sont victimes de tueurs SS qui veulent empêcher quiconque de retrouver le lieu du crash. En effet, un des naufragé aérien aurait été un espion ramenant des dossiers compromettants pour un ancien officier nazi. Laurent Draillac, lui aussi survivant du vol CR 512, est recruté par les services secrets pour récupérer ces documents avant les SS.

## Personnages principaux
- Laurent Draillac : Il avait douze ans dans le premier album. Il a repris l'entreprise familiale de construction aéronautique et vit paisiblement avec sa femme et ses deux enfants.
- Commandant Aaron : Agent du Mossad.
- Tan Sek Toh : Survivant du vol CR512. Devenu représentant de Singapour à l'O.N.U.
- Maria : Survivante du vol CR512. Entrée dans un ordre hospitalier. Elle a pris le nom de Mère Felicidad de la Ressureccion.
- Lieutenant Benitez : Ancien garde du corps du général Larga. Survivant du vol CR512. Il travaille avec Maria.

## Genèse du projet
Dans le dossier de presse de l'album, le scénariste Jean van Hamme explique qu'il avait longtemps eu le désir de raconter ce qu'il se passait après les événements d'Histoire sans héros. Il a écrit le scénario en 1993. 
Dany n'était pas persuadé de la nécessité de cette suite. Cependant, van Hamme l'aurait persuadé de se lancer. Il commence à dessiner les planches en 1993. Mais, bloquant sur le fait de revenir à un style réaliste pur et dur, il s'arrête pendant un an. Les encouragements du scénariste et du directeur éditorial, Yves Sente, lui permettront de finir. 

## Analyse
L'album est une BD d'aventures dont l'action se situe dans différents lieux : Thaïlande, Surinam, France, Amazonie, etc. Ce qui tranche avec le côté huis clos d'Histoire sans héros. 
L'action y est beaucoup plus présente. D'ailleurs, on pourrait comparer sur plusieurs aspects (héros homme d'affaires, lieux exotiques, courses-poursuites, jolies femmes, affaires internationales, etc.) avec un album de Largo Winch, autre héros de Jean van Hamme.
Le design du commandant Aaron n'est pas sans rappeler celui du Capitaine Blake de la série Blake et Mortimer. Serait-ce un clin d'œil des auteurs aux héros de Jacobs ?
Vingt ans après n'est pas aussi connu que Histoire sans héros. Il n'a pas atteint le même statut d'album culte de la BD franco-belge.

## Éditions
- Vingt Ans Après, collection « Signé », 1993  (ISBN 2-8036-1142-2).
- Vingt Ans Après, collection « Signé », 2001  (ISBN 2-8036-1589-4). Nouvelle mise en page de couverture.
- Vingt Ans Après, collection « Signé », 2013  (ISBN 978-2-8036-3351-7). Nouvelle colorisation de couverture.

Vingt Ans après a également été réuni en intégrale accompagné d'Histoire sans héros :
- Histoire sans héros, Le Lombard, 1997  (ISBN 2-8036-1183-X).
- Histoire sans héros/Vingt Ans après : Édition définitive, Le Lombard, coll. « Signé », 2008  (ISBN 978-2-8036-2381-5).